# Rede SC
A Rede SC foi um grupo de comunicação, que contava com uma rede de emissoras de televisão afiliadas ao SBT em Santa Catarina, jornais impressos, e uma rádio. Sediada em Florianópolis e com emissoras nos municípios de Joinville, Blumenau e Chapecó.

## História
A Rede SC entrou no ar em 1º de dezembro de 2000, juntamente a emissora recém inaugurada de Joinville e com emissoras em Florianópolis e Chapecó (anteriormente integrantes ao SCC sob a alcunha TV O Estado). Inaugura a emissora de Florianópolis e avança para o Sul e a Serra catarinenses, a de Chapecó, para todo o Oeste e Meio-Oeste e a de Joinville cobre o Norte Catarinense.  Com isso, a emissora de Lages que havia saído da parceria SCC em 1997 (mas que ficou com a marca SCC), muda de rede (RedeTV!) em 2000. Mais tarde, em 2004, também obtém uma emissora em Blumenau que passa a cobrir o Vale do Itajaí e litoral norte. A rede estadual foi fundada pelo empresário Mário Petrelli, que antes já foi proprietário das TV Cultura de Florianópolis e Chapecó e Coligadas de Blumenau.
No dia 31 de outubro de 2007, assinou contrato de retransmissão com a Rede Record. Em 31 de janeiro de 2008, a emissora teve a sua última exibição, e a partir do dia seguinte passou a transmitir a programação a Record e estendeu a atuação da RIC TV, baseada no estado do Paraná, a Santa Catarina. A ex-sócia, SCC, vira SBT Santa Catarina, emissora exclusiva do SBT em todo o estado.

## Antigas emissoras
- Rede SC Florianópolis
- Rede SC Chapecó
- Rede SC Blumenau
- Rede SC Joinville